# Wiencuki
Wiencuki (biał. Вінцукі, Wincuki; ros. Винцуки, Wincuki) – wieś na Białorusi, w obwodzie grodzieńskim, w rejonie werenowskim, w sielsowiecie Pirogańce.
Do II wojny światowej wieś i zaścianek. W dwudziestoleciu międzywojennym leżały w Polsce, w województwie nowogródzkim, w powiecie lidzkim, do 11 kwietnia 1929 w gminie Siedliszcze, następnie w gminie Werenów. Po II wojnie światowej w granicach Związku Radzieckiego. Od 1991 w niepodległej Białorusi.